# Ван Хаосюань
Ван Хаосюань (кит. 汪卓成; род. 2 сентября 1995, Шэньян, Ляонин, КНР) — китайский актёр, наиболее известный по роли Сюэ Яна в веб-сериале «Неукротимый: Повелитель Чэньцин».

## Биография

### Ранние годы
Ван Хаосюань родился 2 сентября 1995 года в городе Шэньян, КНР. В 2013 году он окончил актёрский факультет Пекинской киноакадемии.

### Карьера
В 2017 году он начал съёмки в веб-сериале «Молодость», сыграв младшего брата героини Сюй Юнъи.
В 2018 году он сыграл Су Вана в приключенческой драме «Море песка», а затем сыграл в сериале «Распродажа главных героев».
В 2019 года он сыграл Сюэ Яна в веб-сериале «Неукротимый: Повелитель Чэньцин». Затем снимался в «Следуй сценарию!», сыграв роль романтичного и безудержного молодого мастера Ю Минъйи.

## Фильмография
| Год  |    | Русское название                       | Оригинальное название      | Роль                      |
| ---- | -- | -------------------------------------- | -------------------------- | ------------------------- |
| 2018 | вс | Молодость                              | 以你为名的青春             | Юй Мин Е                  |
| 2018 | вс | Песчаное море                          | 沙海                       | Су Ван                    |
| 2019 | вс | Неукротимый: Повелитель Чэньцин        | 陈情令                     | Сюэ Ян                    |
| 2020 | вс | Один из ста                            | 百里挑一                   | Му Эр                     |
| 2020 | вс | Танец феникса                          | 且听凤鸣                   | Ю Минъйи                  |
| 2021 | ф  | Распродажа главных героев              | 男主大甩卖                 | Куан Чи / Сяо Фу          |
| 2021 | вс | Следуй сценарию!                       | 师兄请按剧本来             | Сяо Тианю                 |
| 2022 | вс | Щепки агарового дерева                 | 沉香如屑                   | Ао Сан (Драконовый принц) |
| 2023 | вс | Как выжить в маньхуа «Безмозглый босс» | 如何在无脑霸总漫里艰难求生 | Хуан Фуао                 |
| 2023 | вс | Руководство жены по контратаке         | 妻子逆襲手冊               | Гу Мин                    |
| 2023 | вс | Весь мир ждёт, когда вы расстанетесь   | 全世界都在等你們分手       | Лю Чию                    |
| 2023 | вс | Просто избаловал тебя                  | 偏偏寵愛                   | Хан Донлай                |
| 2023 | вс | Лишь потому, что твоё сердце знает моё | 只因君心知我心             | Чу Ченцзюнь               |
| 2024 | вс | Первородный грех                       | 原罪                       | Дай Ю                     |

## Награды и номинации
| Год  | Церемония                                    | Категория                        | Номинация                                                   | Результат | Ссылка |
| ---- | -------------------------------------------- | -------------------------------- | ----------------------------------------------------------- | --------- | ------ |
| 2019 | Онлайн-фестиваль кино и телевидения Jinguduo | Ежегодная премия «Новые таланты» | За роль Сюэ Яна в сериале «Неукротимый: Повелитель Чэньцин» | Победа    | [ 7 ]  |